# Huân chương Đế quốc Anh
Huân chương Đế quốc Anh (Anh Quốc Đế Chương, tiếng Anh: Order of the British Empire) là hệ thống tước hiệu của Hoàng gia Anh, phong tặng cho những cá nhân có đóng góp về nghệ thuật, khoa học, thiện nguyện, phúc lợi xã hội và các dịch vụ công cộng khác. Nghi lễ ban tặng huy chương này được vua George V thực hiện lần đầu vào ngày 4 tháng 6 năm 1917.

## Thứ bậc hiện tại
Dưới đây là năm thứ bậc phong tặng danh hiệu Hoàng gia Anh hiện tại, xếp theo thứ tự từ cao nhất đến thấp nhất:
- Knight Grand Cross hay Dame Grand Cross of the Most Excellent Order of the British Empire (GBE): Đại Hiệp sĩ Đế quốc Anh
- Knight Commander hay Dame Commander of the Most Excellent Order of the British Empire (KBE hay DBE): Hiệp sĩ Đế quốc Anh
- Commander of the Most Excellent Order of the British Empire (CBE): Chỉ huy Đế quốc Anh
- Officer of the Most Excellent Order of the British Empire (OBE): Sĩ quan Đế quốc Anh
- Member of the Most Excellent Order of the British Empire (MBE): Thành viên Đế quốc Anh

## Hình ảnh

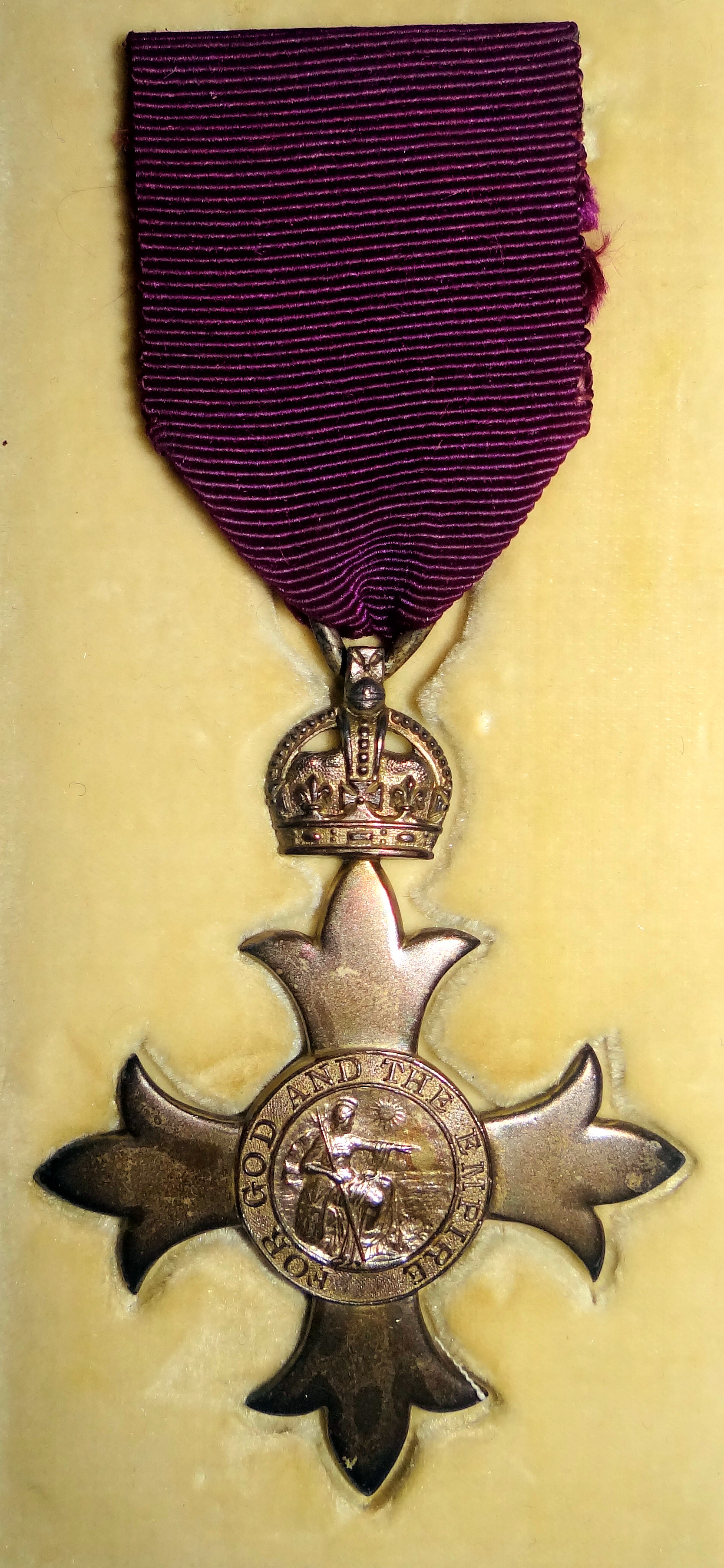
Huân chương MBE năm 1918
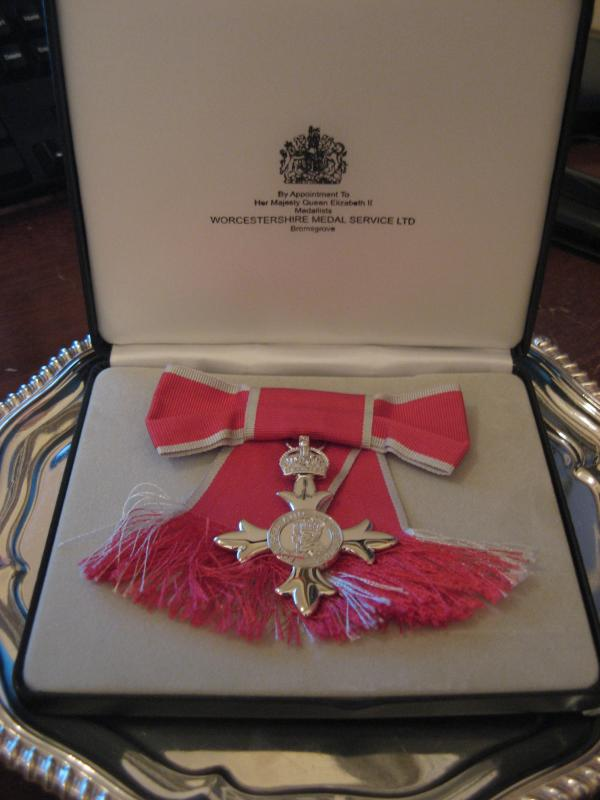
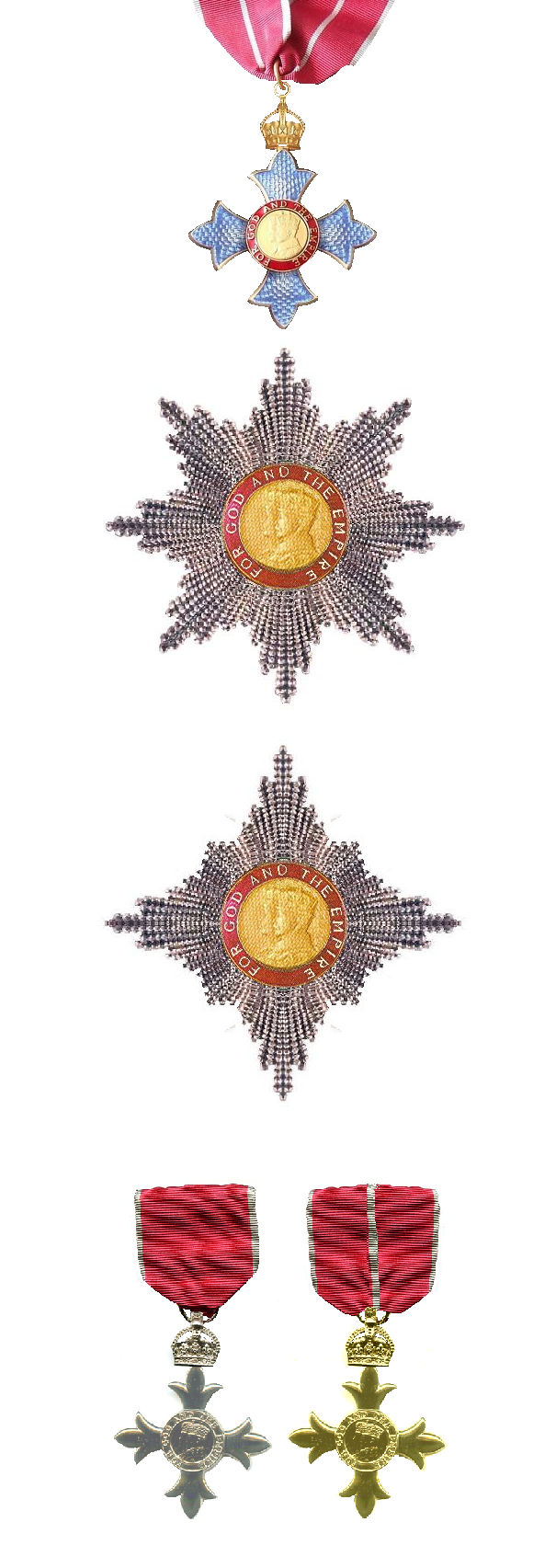